# White Fox

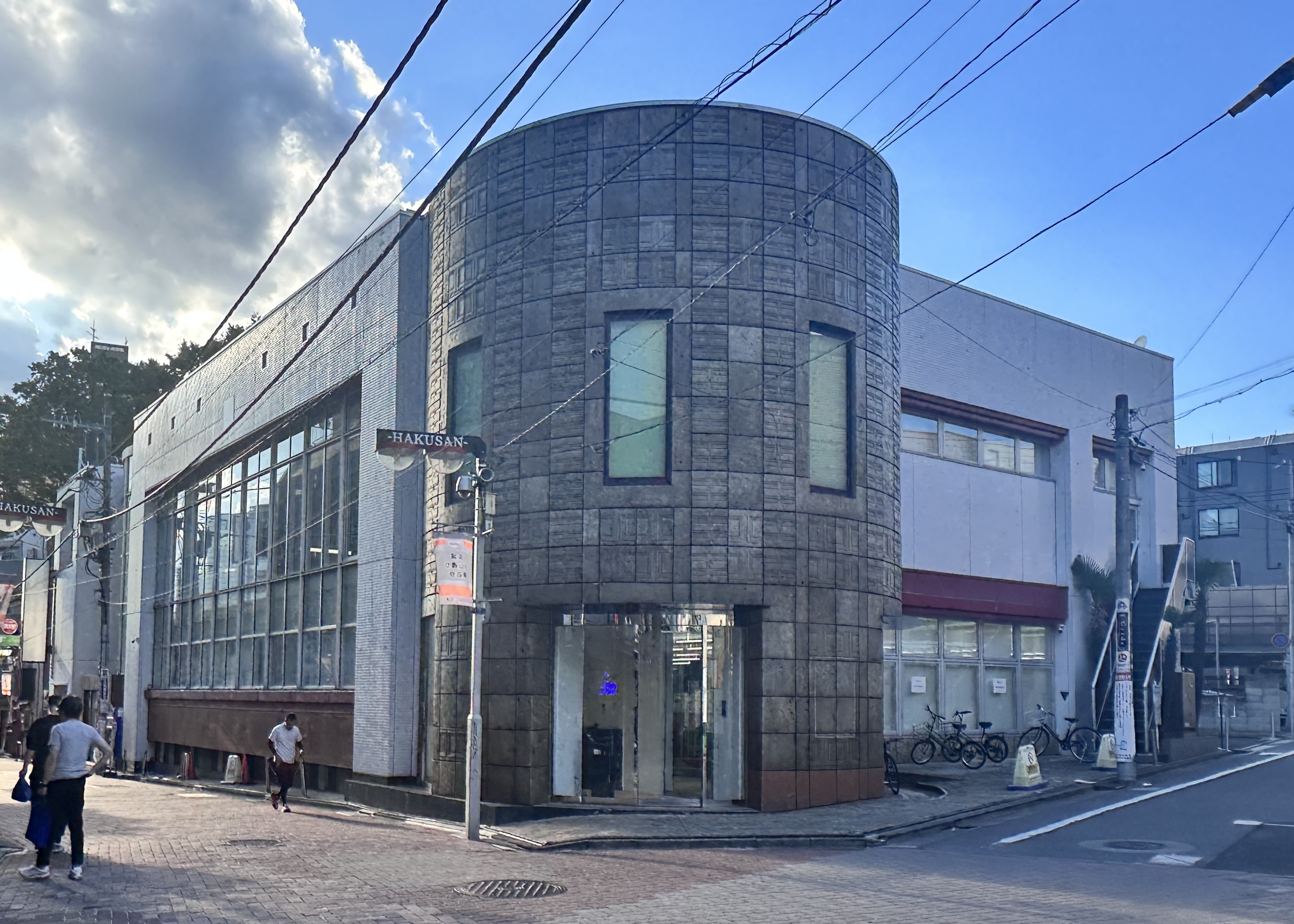
White Fox Studio in Suginami, Tokyo

K.K. White Fox (jap. 株式会社WHITE FOX, Kabushiki-gaisha White Fox) ist ein japanisches Animationsstudio.

## Geschichte
Das Studio geht zurück auf das zu Oriental Light and Magic gehörende OLM Team Iwasa, das vom Produzenten Gaku Iwasa geleitet wurde. Im April 2007 machte dieser sich mit weiteren Kollegen seines Teams selbständig und gründete White Fox. Die erste Produktion des Studios war die Adaption des Computerspiels Tears to Tiara des Entwicklers Leaf/Aquaplus, nachdem das Team bereits zuvor bei OLM Leafs Spiel Utawarerumono als Anime umsetzte. 2013 erschien mit Steins;Gate: Fuka Ryōiki no Déjà vu, der erste Kinofilm des Studios, ein Sequel der Serie Steins;Gate, die ebenfalls eine Spieleadaption darstellt. Das Studio adaptierte jedoch auch Light Novels und Manga.

## Produktionen

### Fernsehserien
- 2009: Tears to Tiara
- 2010: Katanagatari
- 2011: Steins;Gate
- 2012: Jormungand
- 2012: Jormungand: Perfect Order
- 2013: The Devil is a Part-Timer
- 2014: Akame ga Kill!
- 2014: Gochūmon wa Usagi Desu ka?
- 2014: Is the Order a Rabbit?
- 2014: SoniAni – Super Sonico The Animation
- 2015: Gochūmon wa Usagi Desu ka??
- 2015: Gochūmon wa Usagi Desu ka??
- 2015: Utawarerumono: Itsuwari no Kamen
- 2016: Re:Zero – Starting Life in Another World
- 2016: Sōshin Shōjo Matoi
- 2018: Goblin Slayer
- 2019: Kono Yūsha ga Ore Tsuē Kuse ni Shinchō Sugiru

### Weitere Anime-Produktionen
- 2013: Steins;Gate: Fuka Ryōiki no Déjà vu (Film)